# 永川満寿
永川 満寿（ながかわ みつひさ、1973年4月22日 - ）は、兵庫県西宮市出身の元プロ野球選手（内野手）。右投右打。

## 経歴
西淀川高校時代に通算打率.403、30本塁打を記録し、荒削りながら大型の遊撃手として注目された。1991年のプロ野球ドラフト会議を控え、進学・就職とも考えずにプロ入りを希望しており、同会議で中日ドラゴンズから7位で指名され、同年11月30日、契約金1800万円、年俸400万円の条件で中日との契約に合意した。当時、野球部が創設5年目を迎えていた西淀川高校出身者としては初のプロ野球選手である。背番号は57。
1992年の1シーズンのみ中日に在籍したが、一軍公式戦への出場機会はなかった。同年9月中旬には右肩痛を発症し、沖縄で開かれた秋季キャンプにも参加できず、同年11月26日には契約更改の場で退団を申し出、翌27日付で任意引退選手として公示された。同シーズンの二軍（ウエスタン・リーグ）における通算成績は13試合出場、7打数、0安打、0本塁打、0打点、1三振、0四球、0盗塁、打率.000で、本人は安打を1本も打てないまま肩を痛めてしまったことが心残りであると述べている。
引退後は一般企業に就職し、将来は社長になりたいと語っていた。2011年に兵庫県尼崎市で株式会社ベスト不動産を設立し、代表取締役社長を務める。

## 選手としての特徴・人物
中央球界では無名ながら、高校1年生のころから打球飛距離の長さが注目され、また100メートルを11秒台という俊足の持ち主であったことから、将来の大型内野手として期待されていた。遠投100 mという強肩も注目されており、野球部の監督からは松永浩美のような走攻守三拍子そろった選手になることを期待されていた。担当スカウトの中田宗男は、高校生ながらボールをバットに乗せて運ぶ打撃技術を有している点を評価していた。
プロ入りした当初は、同じ大阪府出身の高校生である萩原誠や中村紀洋への対抗意識を燃やしていた。

## 詳細情報

### 年度別打撃成績
- 一軍公式戦出場なし

### 背番号
- 57 （1992年）